# Lauda Air

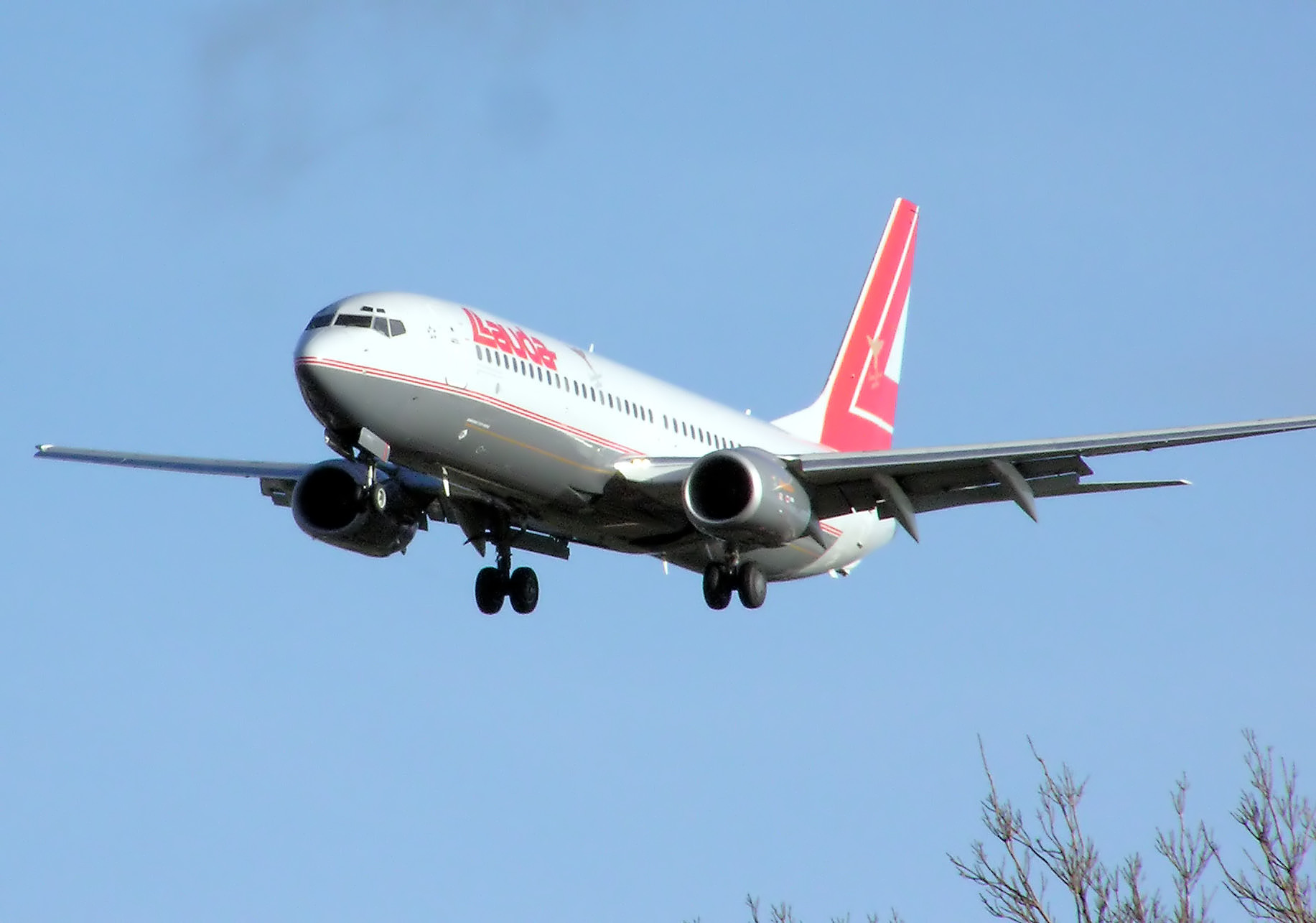

Lauda Air – była austriacką czarterową linią lotniczą z siedzibą w Wiedniu. Głównym węzłem był port lotniczy Wiedeń-Schwechat.
Założycielem firmy był sportowiec Niki Lauda. Sprzedał swoje akcje Austrian Airlines w 1999. Pod koniec 2003 założył konkurencyjną linię lotniczą - Niki. W 1991 samolot firmy uległ zniszczeniu w katastrofie w Tajlandii.

## Flota
- 7 x Boeing 737-800